# Northern Province
Northern Province of Noordprovincie is een van de tien provincies van Zambia. De hoofdstad is Kasama. In 2011 werd Muchinga afgesplitst van de provincie Northern.

## Districten
Northern is verdeeld in 12 districten:
- Chilubi
- Kaputa
- Kasama
- Lunte
- Lupososhi
- Luwingu
- Mbala
- Mporokoso
- Mpulungu
- Mungwi
- Nsama
- Senga Hill

Central · Copperbelt · Eastern · Luapula · Lusaka · Muchinga· Northern · North-Western · Southern · Western